# Argonia (Kansas)
Argonia es una ciudad ubicada en el condado de Sumner en el estado estadounidense de Kansas. En el año 2010 tenía una población de 501 habitantes y una densidad poblacional de 281,82 personas por km².

## Geografía
Argonia se encuentra ubicada en las coordenadas 37°15′55″N 97°45′58″O / 37.26528, -97.76611 (37.265299, -97.766123).

## Demografía
Según la Oficina del Censo en 2000 los ingresos medios por hogar en la localidad eran de $30,125 y los ingresos medios por familia eran $38,625. Los hombres tenían unos ingresos medios de $30,938 frente a los $19,688 para las mujeres. La renta per cápita para la localidad era de $16,060. Alrededor del 8.8% de la población estaban por debajo del umbral de pobreza.

## Importancia histórica
El 4 de abril de 1887, se elige como alcalde a Susanna M. Salter, la primera mujer en ser elegida como alcalde y para cualquier cargo político en los Estados Unidos.